# RN-94
RN-94 (6 × 6) este un transportor blindat pentru trupe care a fost inițial dezvoltat de către Nurol Machinery and Industry Co Inc cu sediul în Ankara și S.N. Romarm S.A. Filiala S.C. Moreni din București, România.
Dezvoltarea a început în 1994, iar prototipul a apărut la sfârșitul lui 1995. Între 1995 și 1996, trei prototipuri au fost construite, ultimul fiind produs în Turcia. Acesta a fost ulterior prezentat Comandamentului Forțelor Terestre Turce, în vederea testării.
Blindajul este din oțel și asigură o protecție maximă împotriva muniției de 7.62 mm.

## Utilizatori
- Bangladesh - 9 vehicule (varianta de evacuare medicală și acordare a primului ajutor) au fost comandate în 1994.[1]
- România - prototipuri
- Turcia - un vehicul a fost livrat în 1994 pentru evaluare, iar în 1995 încă unul a fost trimis ca piese de schimb.[2]